# جون إم. بوتير
جون إم. بوتير هو محامي وسياسي أمريكي، ولد في 16 أغسطس 1924، وتوفي في 23 سبتمبر 1999 في وود في الولايات المتحدة. نشط حزبياً في الحزب الجمهوري. وقد انتخب عضو مجلس ولاية ويسكونسن ‏.